# Posse de Luiz Inácio Lula da Silva em 2007
A posse do segundo mandato de Luiz Inácio Lula da Silva como presidente da República Federativa do Brasil aconteceu no dia 1 de janeiro de 2007. Ele foi empossado novamente com o vice-presidente, José Alencar. A cerimônia começou pouco depois das 16 horas (horário local), no plenário do Congresso Nacional, em Brasília, e foi presidido pelo então presidente do Senado, Renan Calheiros. Como na posse do primeiro mandato, o presidente reeleito e o vice-presidente leram e assinaram o termo de posse, e em seguida foi ouvido o hino nacional na execução da banda dos fuzileiros navais.

## Cobertura

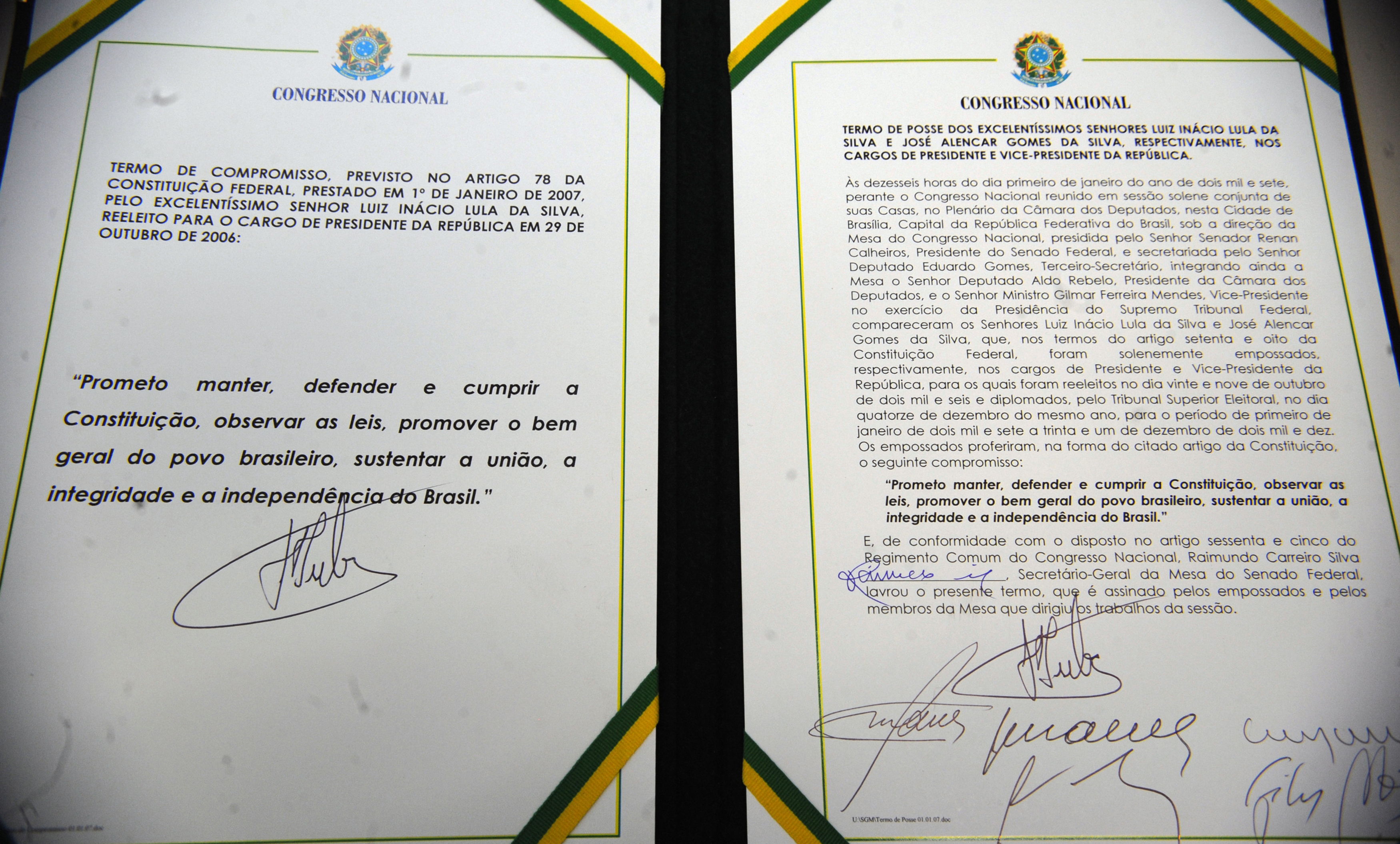
Compromisso constitucional e termo de posse presidencial de Lula e José Alencar.

A posse de Lula, que estava prevista para começar às quatro da tarde (horário local), começou com dezoito minutos de atraso, com o desfile em um Rolls-Royce Silver Wraith, entre a Catedral Metropolitana de Brasília e o Congresso Nacional, acompanhado da primeira-dama Marisa Letícia, do vice-presidente José Alencar e sua esposa Mariza Gomes, que vinham logo atrás, e ainda pela guarda do Palácio do Planalto (os chamados Dragões da Independência) e outros seguranças. Esta foi a segunda vez que um presidente utilizou o Rolls Royce pela segunda vez seguida ao ser empossado, depois de Fernando Henrique Cardoso. O desfile ocorreu em carro aberto, após a forte chuva que caía em Brasília ter parado. Também por causa da chuva, poucas pessoas estiveram na Praça dos Três Poderes durante o desfile.
Chegando ao Congresso, o presidente e o vice foram recebidos e cumprimentados pelos presidentes da Câmara dos Deputados, Aldo Rebelo, e do Senado, Renan Calheiros. Em seguida subiram a rampa e dirigiram ao plenário da Câmara, onde o presidente do Senado iniciou a sessão solene de posse de Lula e José Alencar. Ambos fizeram seu juramento ao Congresso, lendo o termo de posse, "Prometo manter, defender e cumprir a Constituição da República, observar as suas leis, promover o bem geral do povo brasileiro, sustentar a união, a integridade e a independência do Brasil." Após a leitura, o presidente e o vice assinaram o termo de posse, que foi sucedido pela execução do Hino Nacional Brasileiro pela banda dos fuzileiros navais.
Seguindo a cerimônia de posse, Lula começa o discurso de posse, elencando as realizações do seu primeiro mandato, bem como as prioridades do seu segundo governo. Saindo do Congresso, o presidente faz uma revista às tropas das Forças Armadas do Brasil e é saudado com 21 salvas de tiros de canhão. Pela segunda vez o Hino Nacional foi executado. Em seguida, entra novamente no Rolls-Rayce, enquanto a Esquadrilha da Fumaça voa sobre a Esplanada dos Ministérios, com destino ao Palácio do Planalto, onde subiu a rampa. Lá, recebeu a faixa presidencial e seguiu em direção ao parlatório, fazendo um outro discurso ao público presente.
A posse contou com a presença de ministros, governadores de estados e prefeitos municipais, além de representantes diplomáticos, entre eles embaixadores estrangeiros. Diferentemente da posse do primeiro mandato, não havia chefes de Estado estrangeiros presentes, por esse motivo não aconteceu o tradicional jantar no Palácio do Itamaraty. A cerimônia se encerrou durante a noite, com a apresentação de diversas atrações musicais na Praça dos Três Poderes.

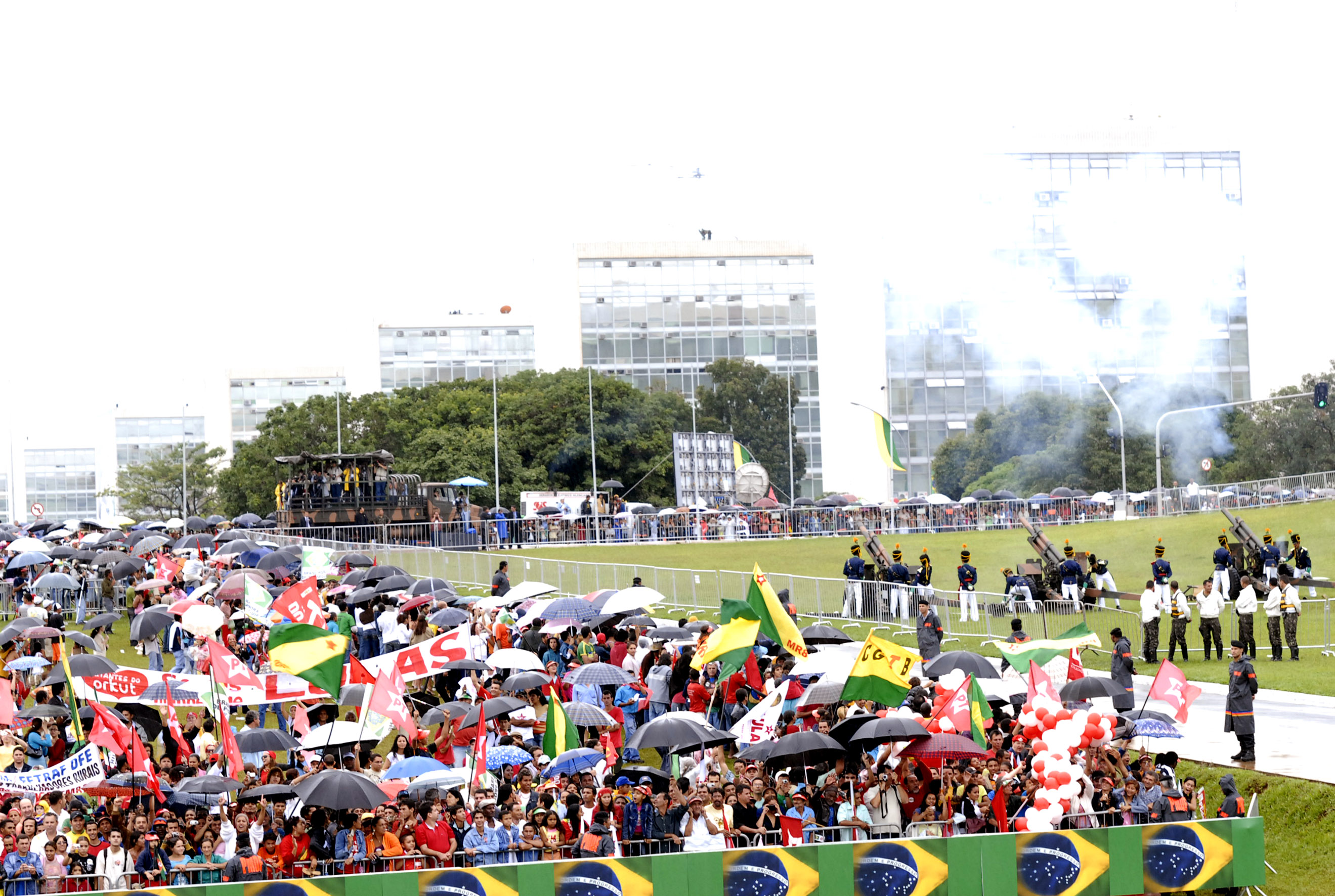
Salva de 21 tiros de canhão.
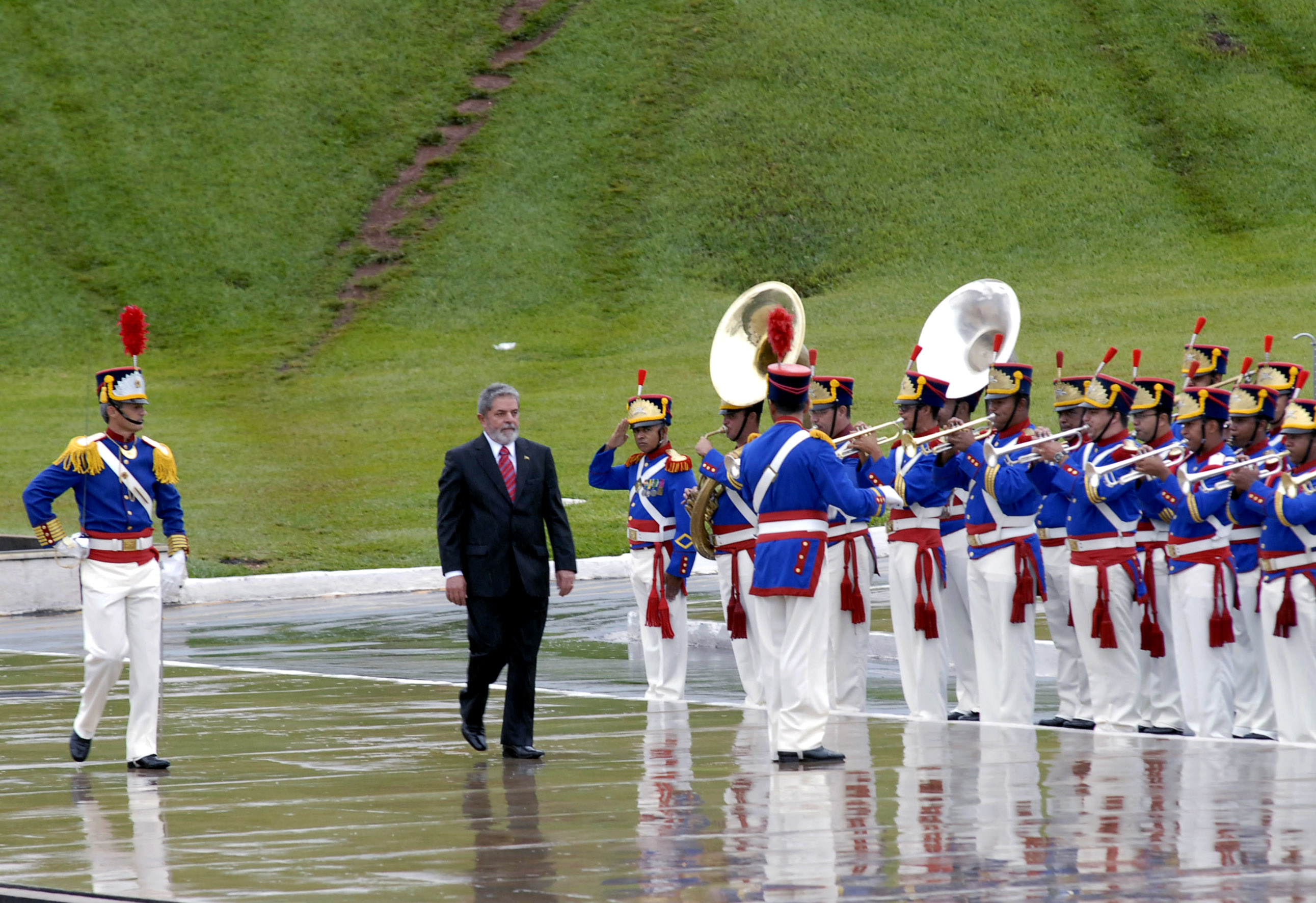
Lula em revista às tropas das Forças Armadas do Brasil.
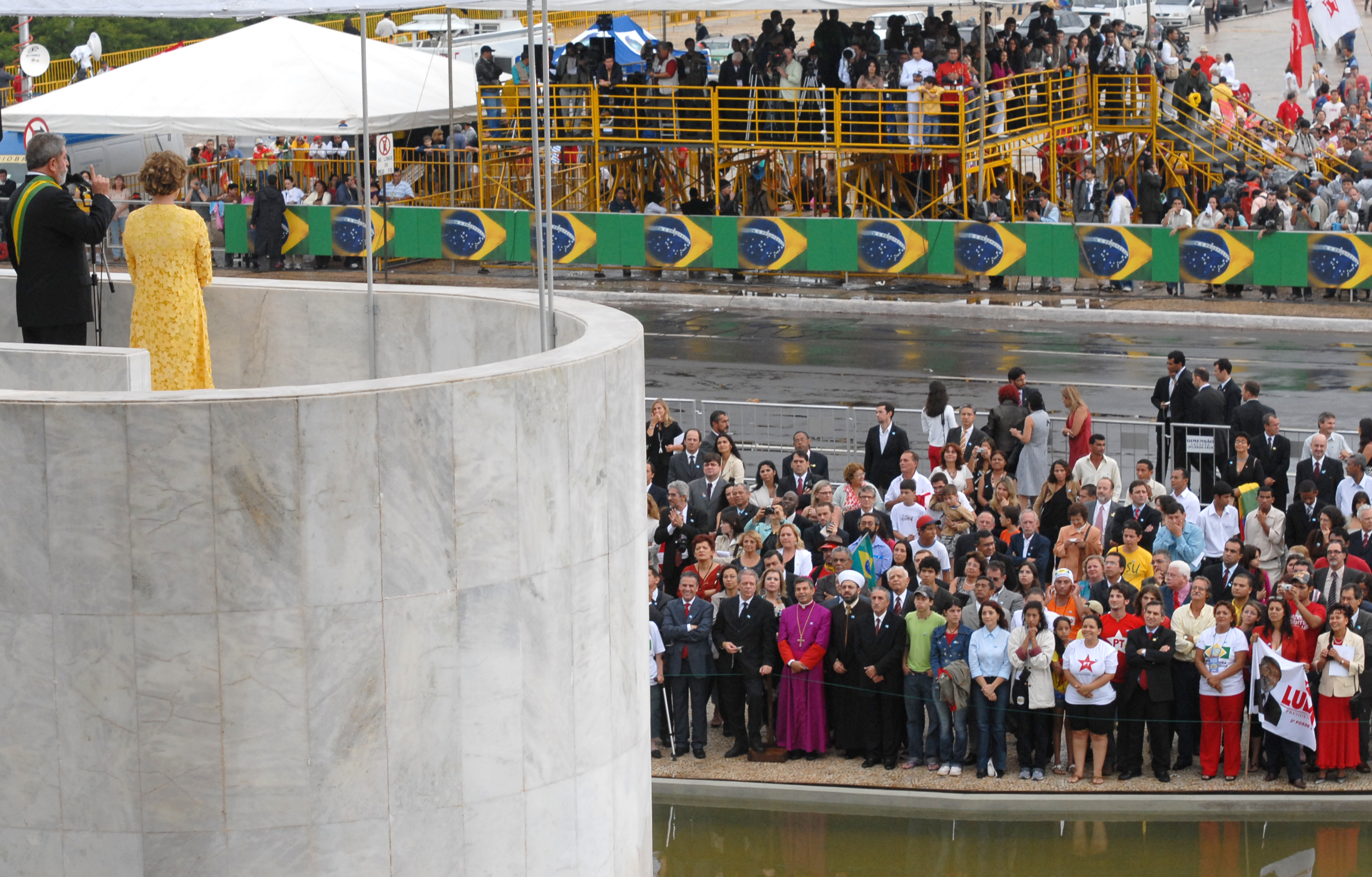
Discurso de Lula no parlatório do Palácio do Planalto.